# Rytidosperma vestitum
Rytidosperma vestitum là một loài thực vật có hoa trong họ Hòa thảo. Loài này được (Pilg.) Connor & Edgar miêu tả khoa học đầu tiên năm 1979.